# Cohesió lingüística
La propietat del text que permet presentar els textos ben articulats i que les paraules i les oracions estiguin connectades entre si s'anomena cohesió. Aquest conjunt de mecanismes lingüístics assegura la coherència d'un discurs i estructura el text.
La llengua ens ofereix molts recursos per a donar cohesió al text. Es poden classificar en dos grups: recursos lèxics i recursos gramaticals.

## Recursos lèxics
Els recursos lèxics es basen en les relacions semàntiques que s'estableixen entre les paraules:
- Repetició lèxica. La repetició de paraules és un dels procediments fonamentals de cohesió textual i facilita al lector la comprensió del text. No obstant això, el seu abús o ús indegut dificulta l'agilitat del text i el fa poc elegant.
- Substitució sinonímica. L'ús de sinònims permet referir-se a la idea que s'està expressant sense necessitat de repetir una mateixa paraula.
- Camp semàntic o lèxic comú. L'ús de paraules pertanyents a un mateix camp semàntic o lèxic permet cohesionar el text, ja que fan referència a un mateix tema.

## Recursos gramaticals
Estableixen relacions sintàctiques entre les parts del text. Aquests recursos es basen, fonamentalment, en la substitució pronominal, és a dir, en l'ús de pronoms que assenyalen els elements o hi remeten sense necessitat d'anomenar-los.
- Pronominalització. Consisteix en la substitució d'elements oracionals per pronoms.
- El·lipsi. Se suprimeix un element que ha aparegut molt a prop i que és fàcil d'identificar.

## La puntuació
Pel que fa a la cohesió, els signes de puntuació serveixen per a marcar els diversos apartats de l'escrit, assenyalant-ne l'estructura i les diverses unitats.

## Connectors
Els connectors són les paraules que uneixen les frases i paràgrafs més enllà dels signes de puntuació. Acostumen a ser una conjunció, una preposició o locucions formades a partir d'aquestes categories. Els adverbis també poden assumir aquesta funció. Exemples de connectors serien "perquè", "en primer lloc", etc.